# こけし工人
こけし工人とは、伝統こけしを作製する職人のことである。創作こけし（近代こけし）を作る職人も、工人であるが、「作家」と称することが多い。
こけし工人とは比較的新しい用語でかつては、木地師（木地屋、木地挽とも）、轆轤師であった。また「こけし作者」、「こけし作家」、「こけし職人」とも呼ばれるが、現在では「こけし工人」（工人）が、ほぼ定着している。
こけし製作者自身の作成した名簿にも、土湯温泉観光協会作成の「土湯こけし工人名鑑」などがある。
ただし、猪狩勝彦は「私はこけし工人という名が好きではありません。木地屋、轆轤師で良いのではないでしょうか」と語っている。（KokeshiWiki　https://kokeshiwiki.com/?p=995）
こけし作りは、かつては、木地師と呼ばれる木製の椀、盆、皿などを作る職人の片手間仕事であった。
現在では木地師の家系ではない工人も多い。工人は木地挽きだけでなく描彩もすることが原則であるが、木地のみ（渡辺角治など）、描彩のみ（渡辺キンなど工人の妻が多い）の工人もいる。

## 系統別代表工人
土湯系
- 佐久間浅之助
- 西山弁之助
- 佐藤吉弥
- 佐藤松之進
- 斎藤太治郎
- 阿部新次郎
- 阿部治助
- （鯖湖亜系）
  - 渡辺キン
  - 高橋忠蔵

弥治郎系
- 大野栄治
- 鎌田文市
- 佐藤喜一
- 新山栄五郎
- 新山久治
- 佐藤栄治、

遠刈田系
- 佐藤周治郎
- 菅原庄七
- 海谷吉右衛門
- 佐藤秀一
- 佐藤直助
- 佐藤松之進
- 磯谷直行
- （文六系）
  - 佐藤文六（肘折系とする考えもある。『こけし辞典』247、305ページ）
  - 佐藤文吉
  - 佐藤丑蔵

鳴子系
- 佐藤善七
- 大沼岩蔵
- 高橋盛
- 高橋武蔵
- 松田初見
- 秋山忠
- （外鳴子）
  - 河村清太郎
  - 宮本栄吉
  - 長谷川清一

山形作並系（山形系・作並系と分類する考えもある）
- 小林倉治
- 平賀謙蔵
- 高橋胞吉
- 小林倉治
- 男沢春江

蔵王高湯系
- 岡崎栄治郎
- 木村吉太郎
- 荒井金七
- 秋山慶一郎
- 斎藤源吉

肘折系
- 佐藤周助
- 奥山運七
- 藤原政五郎

木地山系
- 小椋久四郎
- 小椋泰一郎
- 伊藤儀一郎
- 高橋兵次郎
- 阿部平四郎

南部系
- 藤井梅吉
- 坂下権太郎
- 佐々木与始郎
- 佐藤七之助
- 煤孫茂吉
- 煤孫実太郎

津軽系
- 盛秀太郎
- 長谷川辰雄
- 間宮明太郎
- 村井福太郎
- 奥瀬鉄則

独立系（雑系ともいう）
- 阿部常吉
- 柏倉勝郎

## 初出
用語としては、職人、職工ではない「工人」自体が新しい言葉である。（「工人」は中国語では労働者の意味。）
それまでの職人というやや蔑視した呼称から、敬意をこめた呼称としては「作者」であった。
「鳴子の工人、「こけし製作-工人」という例はあっても、「こけし工人」と熟語として用いられたのは、さらに非常に新しい。その初出は確認できないが、比較的古いものを例示する。
- 1955年　加賀山昇次「肘折のこけし工人たち」[3]